# Stadsbrug (Kampen)

## Huidige brug
De stadsbrug in Kampen vormt van oudsher de verbinding over de IJssel tussen de grondgebieden van deze Nederlandse gemeente. De historische stad is gesitueerd aan de zuidoever van de IJssel terwijl aan de IJsselmuider oeverzijde de gemeente Kampen al voor de gemeentelijke herindeling grondbezit had. Aan deze zijde is ook station Kampen, eindpunt van het Kamperlijntje (de spoorlijn Zwolle – Kampen) gevestigd.
Deze stadsbrug wordt in de volksmond aangeduid als de lange brugge, terwijl de Molenbrug de nieuwe brug wordt genoemd.
De huidige hefbrug werd ontworpen door Zwarts & Jansma Architecten en geopend in 1999. De bouwkosten bedroegen bijna 35,5 miljoen gulden (ongeveer 15 miljoen euro).
Het voetgangersgedeelte van de brug is afgescheiden van de rijbaan door een glazen hekwerk.

### Schanscaissons
In 2016 zijn in het kader van het project ruimte voor de rivier een vijftal zogenaamde schanscaissons bij de stadsbrug geplaatst. Deze caissons lopen schuin op en kunnen hiermee de kracht van een frontale aanvaring van een schip opvangen. Na het verdiepen van de IJssel bleek de oorspronkelijke aanvaarbeveiliging te zwak om dergelijke aanvaringen van de brugpijlers aan te kunnen. De schanscaissons zijn tien meter hoog en twintig meter lang en wegen 710.000 kilo per stuk. Ze zijn op maat gebouwd in de Zuiderzeehaven in Kampen. Elk schanscaisson bestaat uit drie delen, die als een soort LEGOblokken op elkaar zijn geplaatst. Het grootste deel van de caissons ligt onder water.

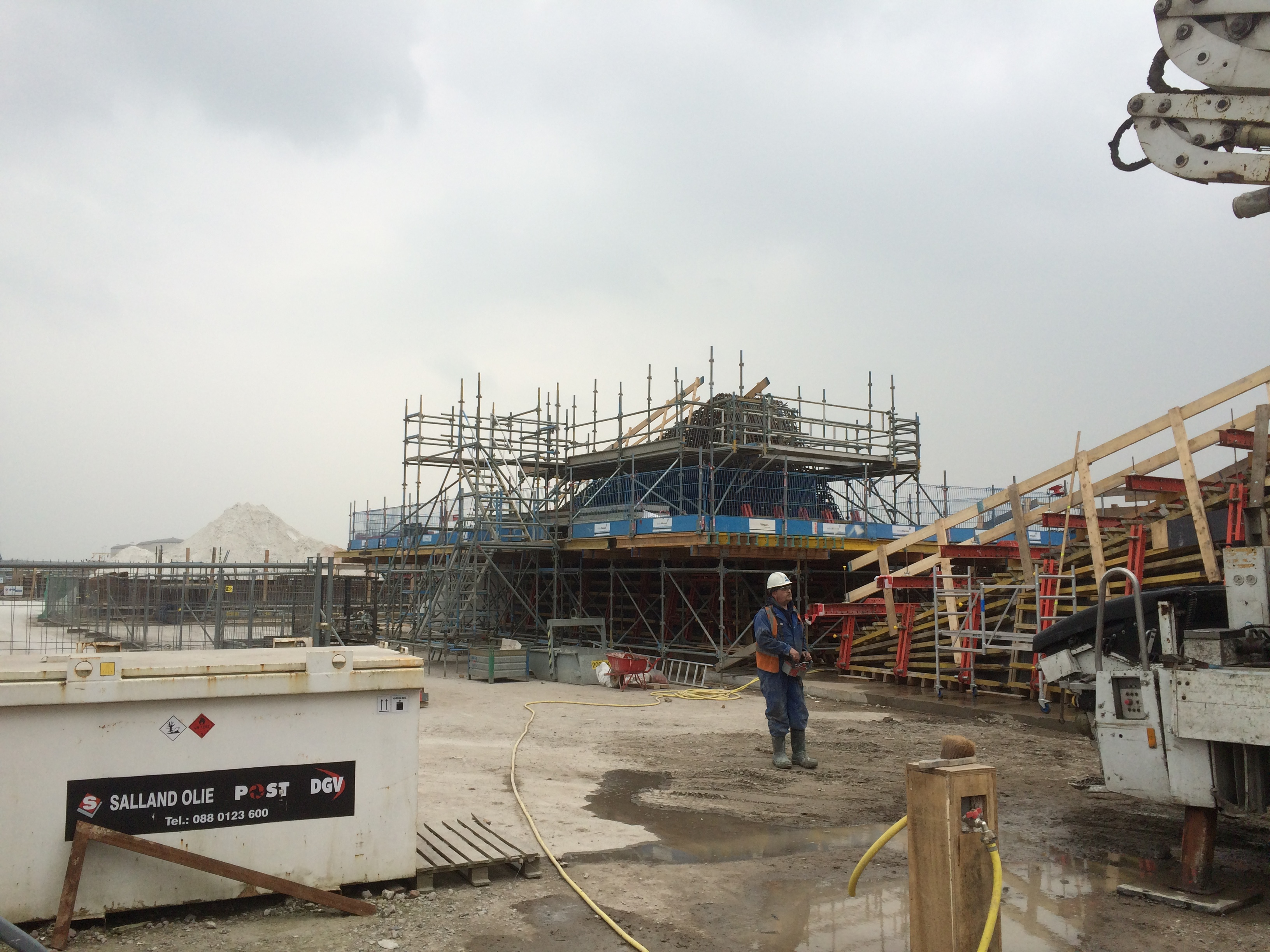
Schanscaisson in aanbouw
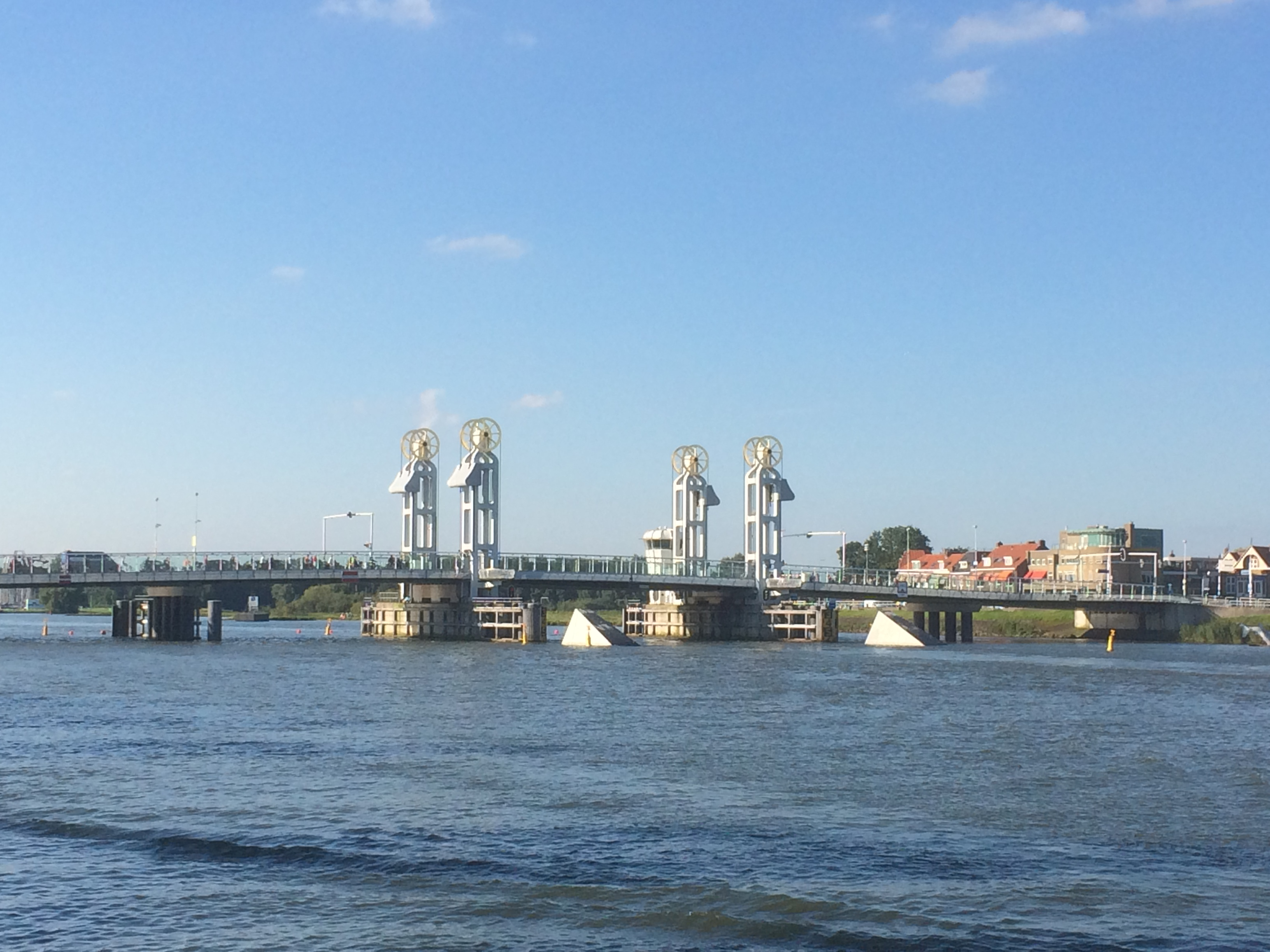
Schanscaissons oostzijde
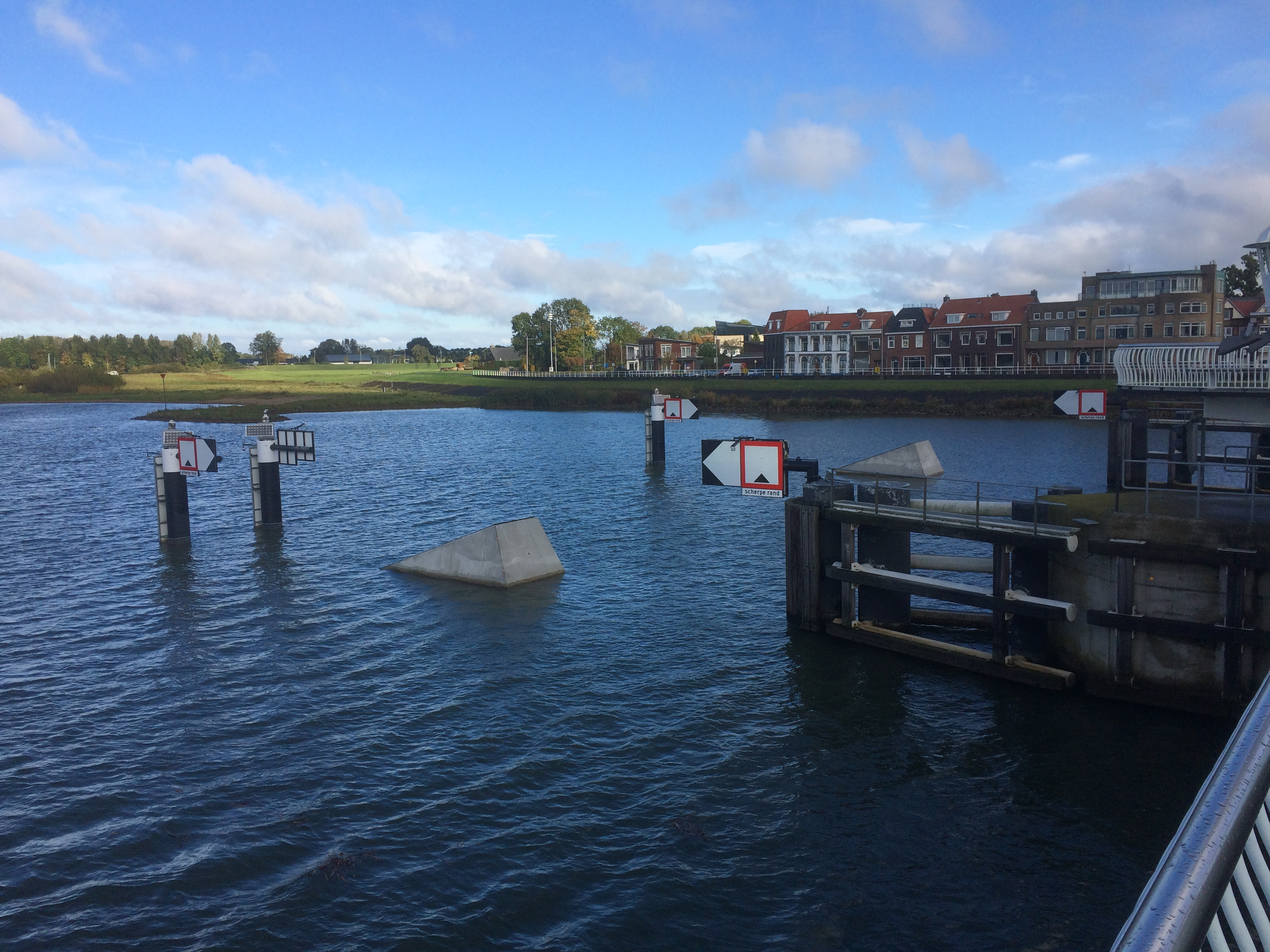
Schanscaisson westzijde

## Geschiedenis
De huidige brug is de zesde brug die in Kampen over de IJssel werd gebouwd. De eerste (houten) brug werd gebouwd in 1448, in die tijd een bijna onvoorstelbare ingreep in het landschap, gezien de lengte van de overspanning. In de zes eeuwen die volgden heeft de brug vele verschillende gedaanten gehad.
In 2016 werden bij de werkzaamheden ten behoeve van ruimte voor de rivier palen aangetroffen van een van de middeleeuwse bruggen. De oudste van deze palen is gedateerd uit 1476. De palen zijn geborgen en na documentatie overgedragen aan verschillende organisaties in Kampen die er een goede bestemming voor hebben gevonden.